# أومنيا إتش دي
أومنيا اتش دي omnia hdهاتف ملتيميديا ذكي انتجته سامسونج يعمل باللمس ويعتبر الهاتف الأفضل والأكثر تطورا في العالم لدرجة انه تفوق على هاتف n97 الذي تنتجه نوكيا ويعتبر الهاتف الأول في العالم الذي يلتقط فيديو بدقة ال hd.
نظام التشغيل
بعمل هاتف اومنيا اتش دي بنظام تشغيل سيمبيان السلسلة 60 النسخه9.4
الذاكرة
يتواجد هاتف اومنيا اتش دي بنسختين الأولى بذاكرة 8 جيجا بايت والثانية بحجم 16 جيجا بايت مع إمكانية توسيع الذاكره32 جيجا بايت اضافيه بواسطة بطاقة ذاكره.
الشاشة :يحتوي هاتف اومنيا اتش دي على شاشه تعمل باللمس بتقنبو اموليد سابا سايت بحجم3.7 انش ودقة 360*640 بكسل وبحيوية 16 مليون لون مع زجاج غير قابل للخدش وناقل الي من صوره عموديه إلى صوره افقيه.

## وسائل الاتصال
يحتوي هاتف اومنيا اتش دي على واي فاي 802.11 بي جي بتقنية الدي ال ان اه وبلوتوث مع سماعات ستيريو فونيه وفتحة ميكرو يو اس بي داخليه.
الكاميرا
يحتوي هاتف اومنيا اتش دي على كامبرا بدقة 8.0 ميغا بكسل مع فلاش
لقطات الفيديو 
يلتقط هاتف اومنيا اتش دي الفيديو بسرعة 720p وهو يعتبر الهاتف الأول في العالم الذي يصور الفيديو بهذه الدقة.
البطاريه
تصل قوة بطارية هاتف اومنيا اتش دي إلى 1500 mAh
سعره
يصل سعرهاتف اومنيا اتش دي إلى 440 يورو تقريبا
المواصفات الكاملة لأومنيا إتش دي